# امبریو-ان-بوگی
امبریو-ان-بوگی (به فرانسوی: Ambérieu-en-Bugey) یک کمون در فرانسه است که در Canton of Ambérieu-en-Bugey واقع شده‌است.

## خصوصیات
امبریو-ان-بوگی ۲۴٫۶۰ کیلومترمربع مساحت و ۱۳٬۳۵۰ نفر جمعیت دارد و ۲۴۷ متر بالاتر از سطح دریا واقع شده‌است.

## نگارخانه

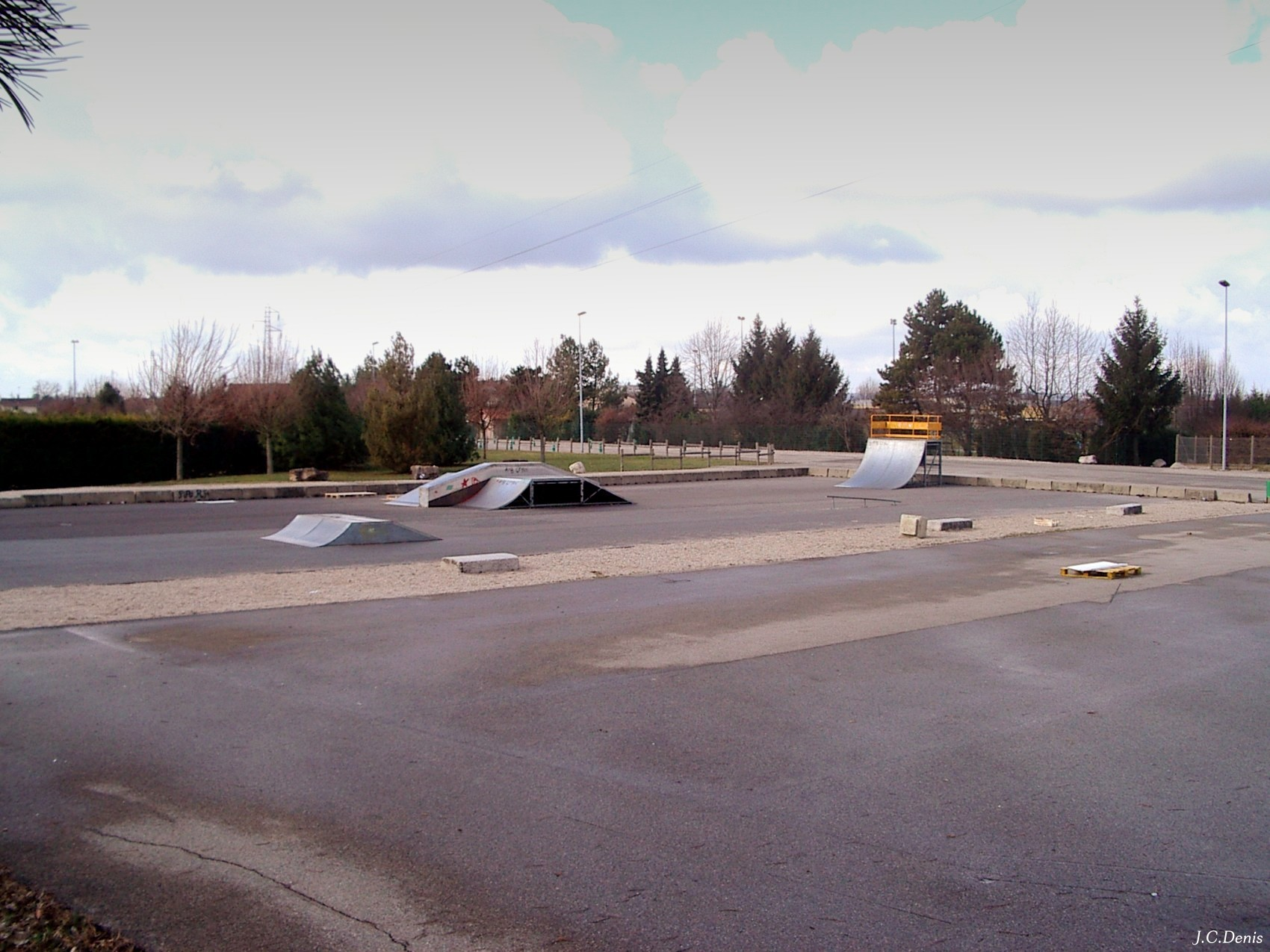
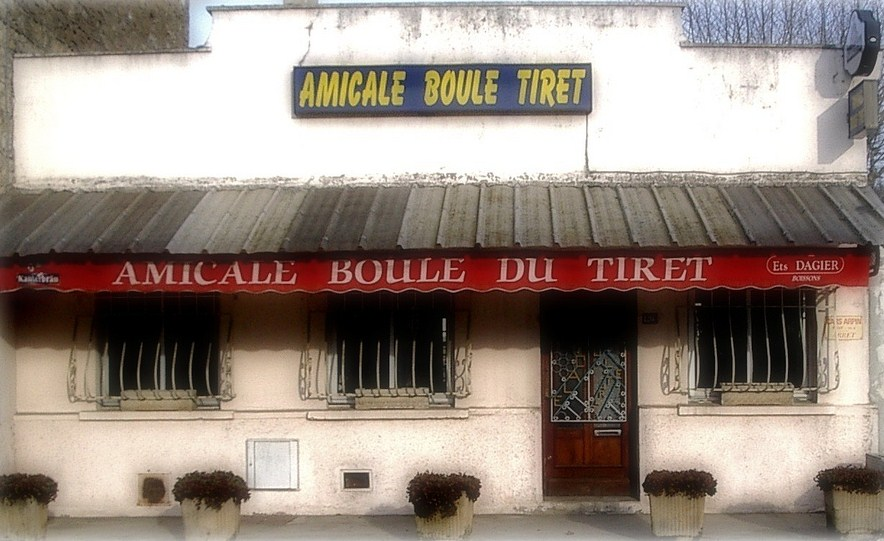